# Androklos z Messénie
Androklos (starořecky Ἄνδροκλος–Androklos) byl v roce 768 před Kr. vítěz olympijských her v běhu na jedno stadium.
Androklos z Messénie zvítězil v běhu na jedno stadium na 3. olympijských hrách, v tehdy jediné disciplíně, v níž se od jejich založení v roce 776 před Kr. soutěžilo. Hry se rozšířily o další disciplínu, běh na dvě stadia v roce 724 př. n. l. Prvním vítězem se v běhu na dvě stadia stal Hypénos z Pisy.